# Landsverk L-30
Ландсверк Л-30 (швед. Landsverk L-30) или Стридсвагн Л-30 (швед. Stridsvagn L-30 (Landsverk 30), stridsvagn — танк) — шведский лёгкий колёсно-гусеничный танк. Разработан компанией «Ландсверк» (швед. «Landsverk») в 1930 году на основе лёгкого танка L-5. Изготовлен один прототип. На вооружение не принят.

## История создания
В 1930 году, на основе танка Landsverk L-5, конструкторским отделом компании «Ландсверк» (швед. «Landsverk») было спроектировано два танка — Landsverk L-10 и Landsverk L-30. Вооружение у танков было одинаковое. Основное различие было в наличии у L-30 колёсно-гусеничного хода.
Landsverk L-30 казался более перспективным, из-за достаточно хороших скоростных характеристик (на гусеницах — 35 км/ч, на колёсах — 75 км/ч), но, как показали испытания, L-30 не обладал какими-либо существенными преимуществами перед L-10, колёсно-гусеничный ход был достаточно сложен, а проходимость у L-30 была хуже, чем у L-10. Кроме того, L-10 превосходил L-30 по бронированию (от 8 до 24 мм у L-10 и от 6 до 14 мм у L-30).
В результате шведская армия приняла на вооружение танк Landsverk L-10 под обозначением Strv m/31.

## Описание конструкции
L-30 имел отделение управления в лобовой, боевое отделение — в средней и моторно-трансмиссионное отделение — в кормовой части машины. Штатный экипаж машины состоял из трёх человек: командир, механик-водитель и стрелок.

### Броневой корпус и башня
Корпус и башня L-30 собирались из листов катанной брони при помощи сварки и имели толщину от 6 до 14 мм.

### Вооружение
Вооружение L-30 состояло из одной 37 мм пушки «Бофорс» (швед. «Bofors») и двух 6,5 мм пулемётов.

### Двигатели и трансмиссия
На L-30 устанавливался V-образный, 12-цилиндровый бензиновый двигатель «Майбах» ДСО 8 (нем. Maybach DSO 8), мощностью 150 л.с.